# Ingemar Söderström
Tor Ingemar Söderström, född 7 juli 1952 i Morjärvs kbfd, Norrbottens län, är en svensk präst och teologie doktor. Han har bland annat varit rektor för Svenska kyrkans pastoralinstitut i Uppsala och kyrkoherde i Örebro pastorat.

## Biografi
Ingemar Söderström har varit ordförande för riksförbundet Kyrkans Ungdom. Han prästvigdes 1980 för Strängnäs stift. Ingemar Söderström disputerade 1996 i teologi vid Uppsala universitet på en avhandling om predikan: Predikans nycklar: en studie av predikoreception. Han har varit präst i Södertälje och Strängnäs, rektor för Svenska kyrkans pastoralinstitut och kyrkoherde i Örebro Nikolai församling. Den 1 januari 2014 tillträdde han som kyrkoherde för det nybildade Örebro pastorat.

## Ledamotskap
- Svenska kyrkans ansvarsnämnd för biskopar[7]